# Тетрателлурид нонапалладия
Тетрателлурид нонапалладия — бинарное неорганическое соединение
палладия и теллура
с формулой Pd9Te4,
кристаллы.

## Получение
- В природе встречается минерал теллуропалладинит — Pd9Te4 с примесями Pb, Bi, Sn, As, Sb [1].

- Сплавление стехиометрических количеств чистых веществ:

{\displaystyle {\mathsf {9Pd+4Te\ {\xrightarrow {610^{o}C}}\ Pd_{9}Te_{4}}}}

## Физические свойства
Тетрателлурид нонапалладия образует кристаллы
моноклинной сингонии,
пространственная группа P 21/c,
параметры ячейки a = 0,7458 нм, b = 1,3938 нм, c = 0,8839 нм, β = 91,97 °, Z = 4
.
Имеет область гомогенности 29,5÷31 ат.% теллура.